# Элдерсон, Эдвин
Сэр Эдвин Альфред Херви Элдерсон (англ. Sir Edwin Alfred Hervey Alderson) (8 апреля 1859 — 14 декабря 1927) — британский военачальник, генерал-лейтенант. До середины Первой мировой войны командовал Канадским экспедиционным корпусом.

## Биография

### Ранние годы
Родился в 1859 году в Сент-Мэри Капель. Эдвин был сыном подполковника Эдуарда Элдерсона и Екатерины Суэйнсон. В 17 лет получил первое офицерское звание, а в 19 лет был переведён в полк отца. Вскоре после этого переведён на Гибралтар, затем в учебную часть в Южно-Африканском городе Нек Лэйнга. Задача части состояла в том, чтобы готовить молодых образованных офицеров, которые могли бы помочь в колонизации континента.
В 1882 году Элдерсон принял участие в англо-египетской войне, поучаствовав в битве у Тель-эль-Кебир и битве у Кассассин. Принимал участие в осаде Хартума — крупнейшего сражения первого этапа англо-суданской войны, так называемого восстания махдистов. Во время этой кампании Элдерсон спас тонущего в реке солдата. За этот поступок был удостоен Золотой медали Королевского Гуманитарного общества. За участие в этих кампаниях Элдерсон был повышен до звания капитана и переведён в учебную часть в Альдершоте. В том же году женился на дочери викария Черитона, мисс Мэри Элис Сержант. Следующие десять лет военной карьеры провёл в своём первом полку, также окончил колледж усовершенствования командного состава.
Во время Второй Матабелейской войны — командир полка в Машоналенде. Вернувшись из Африки, написал свою первую книгу — «With the Mounted Infantry and the Mashonaland Field Force, 1896», являющуюся пособием по тактическому использованию кавалерии. В течение следующих десяти лет пишет ещё 3 книги.
В 1900 году, в связи с началом Второй англо-бурской войны, вновь направлен в Южную Африку для командования кавалерией. Во многом на это решение командования повлияли его боевые заслуги и весомый опыт управления кавалерией, к тому же английская пехота несла огромные потери от бурской тактики — ударил-убежал. Решение поставить Элдерсона во главе кавалеристов оказалось более чем удачным. Под его командование английские войска стали одерживать победу за победой, нанося бурам огромный ущерб.
За боевые заслуги был повышен до звания бригадира с вручением ордена Бани, став личным адъютантом королевы Виктории. С 1903 по 1908 год командует 2-й пехотной бригадой. В 1906 году повышен до звания генерал-майора. В 1908 году — переведён в 6-ю пехотную дивизию, базирующуюся в Индии. В 1912 году, вернувшись в Англию занимался охотой и парусным спортом.

### Первая мировая война
В 1914 году Элдерсон находился в Восточной Англии, но был срочно восстановлен и поставлен на должность командующего Канадским экспедиционным корпусом, вновь образованной канадской армии, руководимой сэром Сэмом Хьюзом. Практически с самого начала между ними появились разногласия. Хьюз настаивал на том, что войска отлично подготовлены и вооружены лучшим доступным огнестрельным оружием. Элдерсон же утверждал обратное, особенно раскритиковав винтовку Росса, лично утверждённую Хьюзом в качестве основного оружия.. Но Элдерсону всё-таки удалось частично провести переподготовку солдат, хотя Хьюз и настаивал на своём.
Весной 1915 года Канадский корпус соединяется со 2-й армией у бельгийского города Ипр. 22 апреля в 5 часов вечера желтовато-зелёное облако двинулось на позиции противника, за ним в марлевых повязках наступала германская пехота. Английские солдаты, не будучи снабжены средствами защиты от газа, задыхались и падали замертво. Но канадские корпуса стояли на позициях более двух дней, потеряв при этом около 6 тыс. человек. Главным виновником неудач, по мнению Хьюза, как раз и стал Элдерсон.

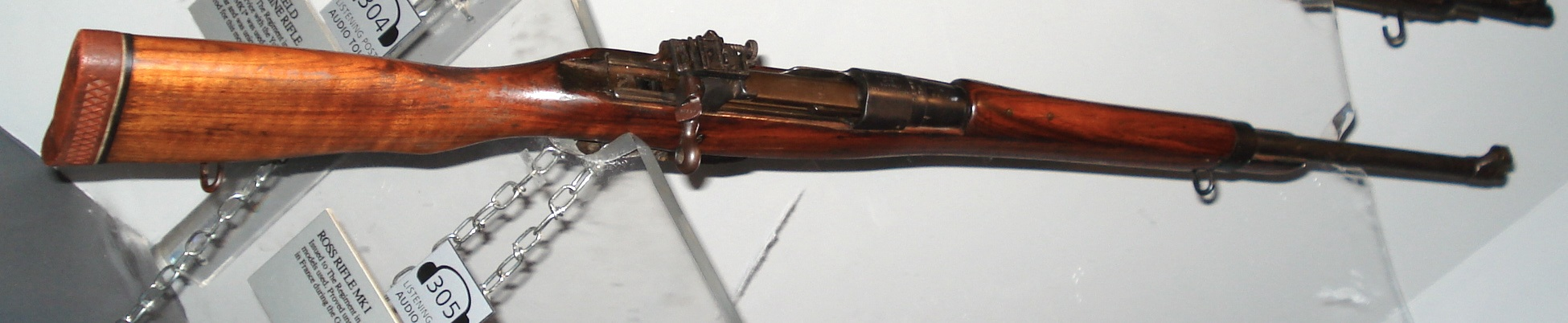
Винтовка Росса

В мае 1915 года, в битве при Фестуберт Канадский корпус потерял ещё около 2,5 тыс. человек. Во всех потерях вновь был обвинён Элдерсон, хотя в армии он по-прежнему был очень популярен. Но Хьюз продолжал неустанно критиковать его действия.
В начале 1916 года окончательно стало ясно, что винтовка Росса более не способна конкурировать с британской Ли-Энфилд 1904. Но Хьюз не желал отказываться от старого варианта, поскольку вложил в него большие деньги. Элдерсон подготовил документ, в котором излагались все недостатки варианта Хьюза, плюс ко всему 85 % канадских солдат были против старой винтовки. Хьюз был в ярости и отправил 281 письмо высшим офицерам с просьбой поддержать винтовку Росса и выступить с критикой Элдерсона.
После нескольких следующих сражений всё-таки было решено перевооружить Канадский корпус Ли-Энфилд 1904. В 1920 году, в возрасте 61 года уволен из армии по собственному желанию.

### Послевоенная жизнь
После выхода на пенсию был назначен полковником-комендантом Королевского полка Вест Кент. Был большим любителем охоты и яхтинга, состоял в нескольких яхт-клубах. Умер 14 декабря 1927 года от инфаркта миокарда. Личные документы Элдерсона хранятся в Британской библиотеке и Национальном архиве Зимбабве.